# 카이트 (애니메이션)
카이트(영어: A KITE)는 1998년 2월 25일 Green Bunny에서 공개된 2편의 성인 애니메이션이다. 후에 성인 장면을 삭제하고 액션 요소를 강화한 R-19 등급 국제 버전도 공개되었다.
대한민국에는 「큐허브」가 수입하여 2010년 파일 공유 사이트에 「카이트 제1화」, 「카이트 제2화」 제목으로 저작권 보호 요청을 한 바 있다. 큐허브는 경기도 고양시 일산동구에 위치한 에로 영화를 주로 제작 및 배급하는 업체이다(개인사업자, 이미영 대표). 그러나 정식 출시되지는 않았다.

## 개요
이야기의 무대는 일본이지만, 아지트가 서양의 슬럼가 외곽에 있는 등 서양화를 의식한 무국적 풍의 작풍과 건 액션을 가미했기 때문에 일본보다 할리우드에서 큰 지지를 얻었 때문에 현지에서 실사 영화화가 결정되었다. 또한 실사판 일본 공식 사이트에 의하면, 위의 요소에 에로티시즘 관련 문제 때문에 많은 나라에서 상영 금지되거나 검열되어 상영되었다. 국내에서도 XTM에서 방영된 바 있다.
1. ↑  클럽넥스 도우미 (2010년 12월 29일). “일본성인애니" 신세기음마성전 "외 81편 저작권보호”. 《클럽넥스》.
2. ↑  NICE평가정보 kisreport (2015년 6월 11일). “큐허브 2023년 기업정보”. 《사람인》.
3. ↑  큐허브 (2015년). “큐허브 컨텐츠 리스트 click!!”. 《클럽넥스》.
4. ↑  영상물등급위원회 온라인등급분류서비스 조회